# FC Lokomotíva Košice
FC Lokomotíva Košice é uma equipe eslovaca de futebol com sede em Košice. Disputa a segunda divisão da Eslováquia (2. Liga).
Seus jogos são mandados no Stadium Družstevná pri Hornáde, que possui capacidade para 600 espectadores.

## História
O FC Lokomotíva Košice foi fundado em 30 de novembro de 1945.

## Elenco
Última atualização: 30 de maio de 2015
Nota: Bandeiras indicam equipe nacional, conforme definido pelas regras de elegibilidade da FIFA. Os jogadores podem ter mais de uma nacionalidade não-FIFA.
| N.º |            | Posição | Jogador                  |
| --- | ---------- | ------- | ------------------------ |
| 2   | Eslováquia | D       | Adam Kavka               |
| 3   | Eslováquia | D       | Peter Šuľák              |
| 4   | Chéquia    | D       | Dominik Špavelko         |
| 5   | Eslováquia | M       | Tomáš Labun              |
| 6   | Eslováquia | D       | Matej Hejnus             |
| 7   | Eslováquia | M       | Pavol Ruskovský          |
| 8   | Eslováquia | M       | Dušan Kolek              |
| 9   | Eslováquia | M       | Pavol Šuľák              |
| 10  | Eslováquia | M       | Martin Hloušek (Capitão) |

| N.º |            | Posição | Jogador                     |
| --- | ---------- | ------- | --------------------------- |
| 11  | Eslováquia | M       | Dávid Fábry                 |
| 12  | Eslováquia | M       | Jakub Kinský                |
| 13  | Eslováquia | A       | Patrik Zajac                |
| 14  | Eslováquia | D       | Ronald Konkoľ               |
| 15  | Eslováquia | A       | Michal Cmarko               |
| 16  | Eslováquia | A       | Michal Vilkovský            |
| 17  | Eslováquia | D       | Marek Petričko              |
| 19  | Eslováquia | D       | Lukáš Horváth               |
| 20  | Eslováquia | G       | Jakub Giertl (vice-capitão) |
| 27  | Eslováquia | G       | Jakub Kovalík               |